# Iceland International 1989
Die Iceland International 1989 im Badminton fanden vom 11. bis zum 12. März 1989 in Reykjavík statt. Es war die vierte Auflage dieser internationalen Titelkämpfe von Island im Badminton. 

## Finalergebnisse
| Disziplin    | Sieger                                      | Finalist                                     | Ergebnis            |
| ------------ | ------------------------------------------- | -------------------------------------------- | ------------------- |
| Herreneinzel | Broddi Kristjánsson                         | Þorsteinn Páll Hængsson                      | 15-12, 15-4         |
| Dameneinzel  | Þórdís Edwald                               | Kristín Magnúsdóttir                         | 11-0, 11-8          |
| Herrendoppel | Broddi Kristjánsson Þorsteinn Páll Hængsson | Sigfús Ægi Árnason Huang Wei Cheng           | 13-15, 18-16, 15-11 |
| Damendoppel  | Guðrún Júlíusdóttir Kristín Magnúsdóttir    | Birna Petersen Þórdís Edwald                 | 15-7, 15-10         |
| Mixed        | Broddi Kristjánsson Þórdís Edwald           | Þorsteinn Páll Hængsson Kristín Magnúsdóttir | 16-17, 15-4, 17-16  |